# فناوری اطلاعات و ارتباطات برای توسعه
فناوری اطلاعات و ارتباطات برای توسعه (به انگلیسی Information and communication technologies for development یا ICT4D) به استفاده از فناوری اطلاعات و ارتباطات (فاوا) در زمینه‌های توسعه اجتماعی و اقتصادی، توسعه بین‌المللی و حقوق بشر اشاره می‌کند. تئوری پشت آن می‌گوید که اطلاعات و ارتباطات هرچه بیشتر و بهتر در یک جامعه، به توسعه آن جامعه کمک بیشتری می‌کند.
گذشته از وابستگی آن به فناوری، ICT4D همچنین نیازمند درک درستی از توسعه جامعه، فقر، کشاورزی، بهداشت و آموزش پایه نیز است. این موضوع، ICT4D را در دسته فناوری‌های مناسب قرار می‌دهد و اگر به صورت آزادانه به اشتراک گذاشته شود، یک فناوری مناسبِ منبع باز قلمداد می‌شود.
ICT4D همچنین اشاره دارد به کمک رسانی به مردم محروم در هر نقطه از جهان، که معمولاً این کمک‌ها به برنامه‌ها و نرم‌افزارهای کابردی در کشورهای در حال توسعه مربوط می‌شوند. دغدغه ICT4D بکارگیری مستقیم رویکردهای فناوری اطلاعات به منظور کاهش فقر است. فناوری اطلاعات و ارتباطات می‌تواند از طریق بهره‌مند کردن مستقیم مردم محروم یا به صورت غیر مستقیم از طریق کمک به سازمان‌های امدادرسانی، سازمانهای مردم نهاد، دولت‌ها ویا مشاغل به منظور بهبود شرایط اجتماعی-اقتصادی، به کار گرفته شود.
ICT4D یک حوزه پژوهشی میان رشته ای در میان کنفرانس‌ها، کارگاه‌های آموزشی و نشریات است.
این امر تاحدی به خاطر نیاز به نتایج و نشانه‌های معتبر علمی است که بتوانند اثربخش بودن پروژه‌های فعلی را اندازه بگیرند. همچنین، این حوزه پژوهشی، یک انجمن غیررسمی از محققین فنی و علوم اجتماعی که در کنفرانس‌های سالانه ICT4D گرد هم می‌آیند را ساماندهی کرده‌است.

## پس زمینه نظری
مبحث ICT4D به یک مکتب فکری وسیعتری بازمی‌گردد که پیشنهاد استفاده از فناوری برای توسعه را مطرح می‌کند. پایه‌های نظری آن را می‌توان در نظریه تکامل اجتماعی-اقتصادی شومپیترین جستجو کرد، که عبارت است از یک فرایند پی در پی از تحولات خلاقانه که منجر به نوسازی شیوه عمل در کلیت جامعه شامل حوزه‌های اقتصادی، اجتماعی، فرهنگی و سیاسی آن می‌شود.
موتور محرک این فشار پی در پی برای تحول خلاقانه، تغییرات فناوری است. در حالی که فناوری اصلی در اولین انقلاب صنعتی (۱۷۷۰–۱۸۵۰) مکانیزاسیون با نیروی آب بود، موج کوندراتیف دوم (۱۸۵۰–۱۹۰۰) به وسیلهٔ فناوری نیروی بخار پدیدار شد، نسل سوم (۱۹۰۰–۱۹۴۰) توسط برق رسانی سازمان‌های صنعتی و اجتماعی شناخته شد، نسل چهارم با موتوریزه شدن و بسیج خودکار جامعه (۱۹۴۰–۱۹۷۰)، و آخرین آن‌ها با دیجیتالی شدن سیستم‌های اجتماعی.

## تاریخچه

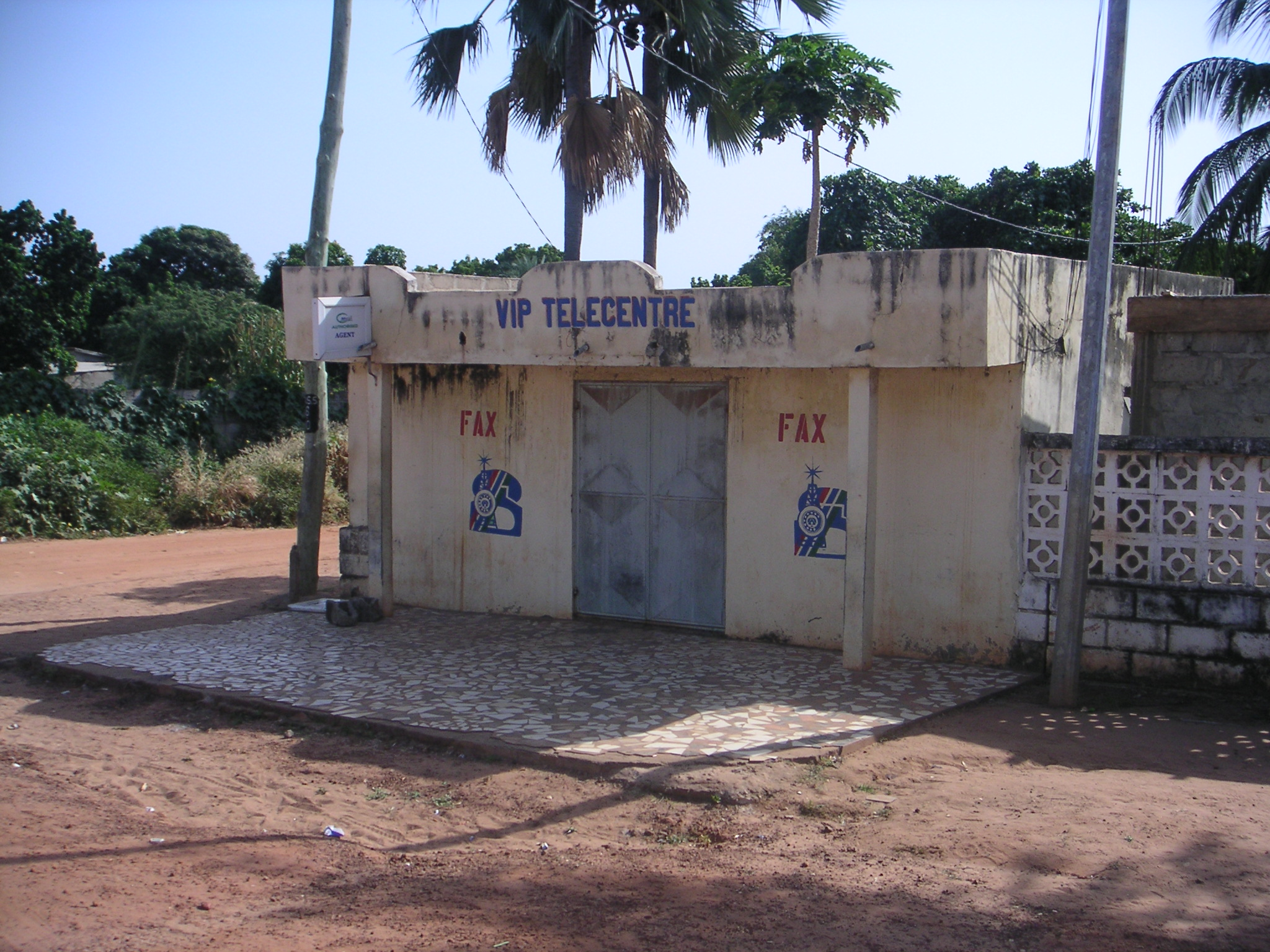
یک تله سنتر در گامبیا

استفاده بین‌المللی از ارتباطات برای بالندگی توسعه موضوع جدیدی نیست. اصطلاح پژوهش ارتباطات توسعه در سال‌های دهه ۶۰ و ۷۰ میلادی، پایه و مبنای اکثر برنامه‌ها و موسسات کنونی توسعه در حوزه ICT4D شد. «ویلبر اسکرام»، «نورا سی کبرال» و «اِوِرِت راجرز»، از چهره‌های آکادمیک تأثیرگذار در این حوزه بودند.
در دوران معاصر، ICT4D به سه دوره زمانی تقسیم‌بندی می‌شود:
- ICT4D 0.0: از اواسط دهه ۵۰ تا اواخر دهه ۹۰. این دوران قبل از ساخت واژه " ICT4D" بود و بیشتر تمرکز بر ارتباطات توسعه، رایانش / پردازش رایانه‌ای داده‌ها برای نرم‌افزارهای تبادلات داخلی در دولت‌ها و شرکت‌های بزرگِ بخش خصوصی در کشورهای توسعه‌یافته بود.
- ICT4D 1.0: از اواخر دهه ۹۰ تا اواخر دهه ۲۰۰۰. ظهور همزمان، اهداف توسعه هزاره و موج بزرگ استفاده از اینترنت در کشورهای صنعتی، باعث رشد سریع سرمایه‌گذاری در زیرساختهای ICT و برنامه‌ها و پروژه‌های ICT در کشورهای توسعه یافته شد. در جوامع فقیر، تله سنترها، پرکاربردترین نمونه فناوری اطلاعات و ارتباطات برای توسعه در بخش‌های بهداشت، آموزش و کشاورزی قلمداد می‌شدند. بعدها، تله سنترها برخی خدمات آنلاین و بعضاً خدمات آنلاین دولتی نیز ارائه می‌دادند.
- ICT4D 2.0: از اواخر دهه ۲۰۰۰ به بعد. بین فاز ۱٫۰ و ۲٫۰ مرز مشخصی وجود ندارد اما پیشنهادها حرکت از تله سنترها به سمت تلفن‌های همراه در این فاز شروع شد. در این دوره، دغدغه‌های کمتری نسبت به آمادگی الکترونیکی وجود دارد و علاقه‌مندی بیشتری نسبت به تأثیرگذاری فناوری اطلاعات و ارتباطات بر توسعه دیده می‌شود. بعلاوه، به ملت‌های کمتر مرفه بیشتر به عنوان تولیدکنندگان و نوآوران حوزه این فناوری نگاه می‌شود، تا اینکه به عنوان مصرف‌کننده صرف.

با تکامل ICT، به همان اندازه ICT4D هم تکامل می‌یابد. اخیراً پیشنهاد شده که کلان داده‌ها می‌توانند به عنوان یکی از ابزاری مهم برای توسعه به کار گرفته شوند که در اینصورت یک تکامل طبیعی برای ICT4D به نمایش گذاشته خواهد شد.

## چارچوب ارزش‌ها
در مدل اینفورماتیزاسیون که توسط Kuo ارائه شده‌است و به عنوان یکی از شاخص‌های اندازه‌گیری در ICT4D محسوب می‌شود، سه بُعد زیرساخت، اقتصاد و مردم برای اینفورماتیزاسیون پیشنهاد می‌شود.
سه مورد ذکر شده بیشتر در کشورهای توسعه یافته صدق می‌کند؛ بنابراین Alexander Flor -که خود از یک کشور در حال توسعه است (فیلیپین)- بُعد چهارمی را به نام ارزش‌ها برای اینفورماتیزاسیون پیشنهاد می‌دهد.
این بُعد می‌تواند به وسیلهٔ دولت‌ها و از «طریق تعیین اولویتها»، «میزان یارانه ها» و «میزان کنترل فساد اداری»، عملیاتی گردد. برابری، ادغام، مشارکت، توسعه داخلی و همگرایی برخی از مزایای بُعد ارزش‌ها محسوب می‌شوند.

## ICT برای جنبه‌های مختلف توسعه

### ICT برای افراد معلول
برنامه‌های ICT: